# Communauté de communes du Guillestrois et du Queyras
Die Communauté de communes du Guillestrois et du Queyras ist ein französischer Gemeindeverband mit der Rechtsform einer Communauté de communes im Département Hautes-Alpes in der Region Provence-Alpes-Côte d’Azur. Sie wurde am 24. Oktober 2016 gegründet und umfasst 15 Gemeinden. Der Verwaltungssitz befindet sich im Ort Guillestre.

## Historische Entwicklung
Der Gemeindeverband entstand mit Wirkung vom 1. Januar 2017 durch die Fusion der Vorgängerorganisationen
- Communauté de communes du Guillestrois und
- Communauté de communes du Queyras.[3]

Mit Wirkung vom 1. Januar 2019 wurden die bis dahin selbstständigen Gemeinden Abriès und Ristolas zur Commune nouvelle Abriès-Ristolas zusammengelegt, die in den Gemeindeverband aufgenommen wurde. Dadurch verringerte sich die Anzahl der Mitgliedsgemeinden von 16 auf 15.

## Mitgliedsgemeinden
| Gemeinde                                             | Einwohner 1. Januar 2022 | Fläche km² | Dichte Einw./km² | Code INSEE | Postleitzahl |
| ---------------------------------------------------- | ------------------------ | ---------- | ---------------- | ---------- | ------------ |
| Abriès-Ristolas                                      | 379                      | 159,31     | 2                | 05001      | 05460        |
| Aiguilles                                            | 374                      | 40,16      | 9                | 05003      | 05470        |
| Arvieux                                              | 343                      | 72,62      | 5                | 05007      | 05350        |
| Ceillac                                              | 271                      | 96,05      | 3                | 05026      | 05600        |
| Château-Ville-Vieille                                | 300                      | 66,90      | 4                | 05038      | 05350        |
| Eygliers                                             | 845                      | 30,04      | 28               | 05052      | 05600        |
| Guillestre                                           | 2.286                    | 51,29      | 45               | 05065      | 05600        |
| Molines-en-Queyras                                   | 307                      | 53,62      | 6                | 05077      | 05350        |
| Mont-Dauphin                                         | 169                      | 0,58       | 291              | 05082      | 05600        |
| Réotier                                              | 213                      | 22,33      | 10               | 05116      | 05600        |
| Risoul                                               | 663                      | 30,34      | 22               | 05119      | 05600        |
| Saint-Clément-sur-Durance                            | 332                      | 25,06      | 13               | 05134      | 05600        |
| Saint-Crépin                                         | 716                      | 46,30      | 15               | 05136      | 05600        |
| Saint-Véran                                          | 165                      | 44,75      | 4                | 05157      | 05350        |
| Vars                                                 | 592                      | 92,20      | 6                | 05177      | 05560        |
| Communauté de communes du Guillestrois et du Queyras | 7.955                    | 831,55     | 10               | –          | –            |